# La Danseuse espagnole
Pour plus de détails, voir Fiche technique et Distribution.
La Danseuse espagnole (The Spanish Dancer) est un film muet américain réalisé par Herbert Brenon et sorti en 1923.

## Synopsis
Dans l'Espagne du XVIIe siècle, Maritana, une jeune danseuse gypsy tombe amoureuse de Don Cézar de Bazan, un noble ruiné. Les deux amants se retrouvent impliqués dans un complot destiné à séparer le roi d'Espagne de sa femme française.

## Fiche technique
- Titre original : The Spanish Dancer
- Titre français : La Danseuse espagnole
- Réalisation : Herbert Brenon
- Scénario : Beulah Marie Dix, June Mathis, d'après la pièce Don César de Bazan de Dumanoir et Adolphe d'Ennery
- Chef-opérateur : James Wong Howe
- Montage : Helene Warne
- Costumes : Howard Greer
- Production : Herbert Brenon
- Durée : 105 minutes (2.185m sur 9 bobines)[1]
- Date de sortie : 
  - États-Unis : 7 octobre 1923

## Distribution
- Pola Negri : la bohémienne
- Antonio Moreno : Don César de Bazan
- Wallace Beery : le roi Philippe IV
- Kathlyn Williams : la reine Isabelle
- Gareth Hughes : Lazarillo
- Adolphe Menjou : Don Salluste
- Edward Kipling : Marquis de Rotundo
- Anne Shirley : Don Balthazar Carlos
- Charles A. Stevenson : l'ambassadeur du cardinal
- Robert Agnew : Juan
- Buck Black
- Frank Coghlan Jr.
- George J. Lewis
- Virginia Moon : la grand-mère